# Цвятко Божков
Цвятко Ангелов Божков е български политик, професор и член на ЦК на БКП.

## Биография
Роден е на 17 януари 1923 г. в оряховското село Сърбеница. От 1938 г. учи в Оряховската гимназия. От 1942 г. е член на гимназиалното ръководство на РМС. През април 1943 г. е арестуван, но избягва от полицията и става партизанин. От април 1943 до септември 1944 г. е партизанин в партизански отряд „Гаврил Генов“. През този период е секретар на Районния комитет на РМС, член на Районния комитет на БКП в Оряхово и член на Окръжния комитет на РМС във Враца. От септември до ноември 1944 г. е секретар на Окръжния комитет на РМС в Оряхово. Между септември 1944 г. и декември 1946 г. е завеждащ отдел „Учащи се“ в Областния комитет на РМС във Враца. По-късно е председател на Младежката областна комисия. От декември 1946 до юли 1947 г. е учи 7 месеца в школата на ЦК на БКП. След това до януари 1951 г. е последователно инструктор и организатор в ЦК на РМС и ДСНМ. В края на 1948 г. е завежда отдел „Кадри“, а от септември 1940 г. е секретар на ЦК на ДСНМ. От V конгрес е член на ЦК на РМС, а от 11 конгрес на ЦК на ДСНМ. Между 1952 и септември 1953 г. е помощник-министър на Министерството на външната търговия. В периода септември 1953 – август 1956 г. учи във Висша партийна школа в Москва. От септември 1956 до януари 1958 г. завежда отдел „Партийни, профсъюзни и младежки органи“ в Окръжния комитет на БКП във Враца и е член на Бюрото на комитета. От януари 1956 до 18 март 1959 г. е секретар на ОК на БКП във Враца, а от 18 март 1959 г. е първи секретар на Окръжния комитет на БКП във Враца. От 5 ноември 1962 до 25 април 1971 г. е член на ЦК на БКП. По време на опита за преврат на Иван Тодоров-Горуня е привикван от Дико Диков и Добри Джуров да дава обяснения. Баща е на радиожурналиста Георги Божков.

## Трудове
- Доклад за работата на Димитровския съюз на народната младеж в училищата, изнесени пред II конгрес на ДСНМ, 23 февруари 1951, Изд. Народна младеж, 1951
- Сърцевината на организационната работа: Подбор и възпитание на кадрите, Изд. на БКП, 1964
- Производителност на труда в ТКЗС и фактори за нейното повишаване: По материали от Врачански окръг, Изд. на БКП, 1965
- Икономическата интеграция на България със Съветския съюз, Профиздат, 1973
- Научно-техническа и производствена интеграция между НРБ и СССР, Изд. Наука и изкуство, 1976
- Фактори и направления на аграрно-промишлената интеграция между НРБ и СССР, БАН, 1980
- Проблеми на научно-техническия прогрес в националния аграрно-промишлен комплекс, ЦНТИИ, 1981
- Японският феномен и човешкият фактор, Изд. Наука и изкуство, 1991
- Непокорна равнина: Спомени, документи, размисли, Изд. Георги Димитров, 1991